# Flagg (Derbyshire)
Pour les articles homonymes, voir Flagg.
Flagg est une paroisse civile et un village du Derbyshire, en Angleterre.